# Гурино (озеро)
Гурино (также Гуринское) — озеро в Тугулымском городском округе Свердловской области.

## География
Озеро находится в 29 километрах к северу-западу от посёлка Тугулым (по автотрассе в 37 километрах), на северо-западном берегу озера стоит деревня Гурина. Озеро проточное, протекает река Липка (правый приток реки Тура), начинающаяся в болотах южнее озера и вытекающая из озера в его северной части. Уровень уреза воды 93 метра. Площадь озера 2,2 км². Берега высокие, песчаные, озеро окружено сосновым лесом. Водятся окунь, карась, щука, гнездится водоплавающая птица.

## Охранный статус
«Озеро Гуринское с окружающими лесами» — гидрологический и ботанический памятник природы, общая площадь памятника 77 га. Входит в состав Национального парка Припышминские Боры, территория Трошковского-2 лесничества, кв. 31, 51, 49, 50.

## Данные водного реестра
По данным государственного водного реестра России озеро относится к Иртышскому бассейновому округу, водохозяйственный участок реки — Тура от впадения реки Тагил и до устья, без рек Тагил, Ница и Пышма, речной подбассейн реки — Тобол. Речной бассейн реки — Иртыш.
Код объекта в государственном водном реестре — 14010502311111200011010.